# 陳麗娜 (政治人物)
陳麗娜（1970年3月10日—），臺灣女性政治人物，宜蘭縣人。2004年至今代表中國國民黨任高雄市議員（前鎮區、小港區）。她是高雄縣市合併前第6、7屆高雄市議員，合併後第1至4屆高雄市議員，曾任國民黨高雄市黨部副主委。
2022年9月，中國國民黨高雄市黨部為力保高雄市議員前鎮小港選區的婦女保障名額決定徵召陳麗娜再次投入議員選舉。

## 生平
早年获中國文化大學觀光系、地質系雙學位，國立高雄餐旅大學餐旅教育研究所碩士学位。
縣市合併前第七屆高雄市議員選舉中，陳麗娜在高雄市第五選區參選，以16827票排名該區第三當選市議員。
2018年1月27日，東風衛視交友節目《又見紅娘》開播，田文仲與陳麗娜主持，是台視《我愛紅娘》的續作，也是陳麗娜首次主持電視節目。
2019年5月，中國國民黨中央委員會徵召陳麗娜參選高雄市第8選區立法委員，挑战民進黨籍现任立委賴瑞隆。
2019年8月20日，其接受媒體聯訪指出，經向高雄市政府（官員）查證，市府官員表示時任市長韓國瑜之座車應該是在保養時打開引擎蓋的時候發現追蹤器，並指出「這東西到現在還搞不清楚是誰裝的、什麼原因裝的，已先把東西留下來、拍了照，問題是這東西還在查，所以他們（高市府）持保留的態度」。8月21日，時任高雄市政府新聞局局長王淺秋受訪時提到，「追蹤器目前只是合理懷疑，並沒有查到在引擎蓋或其他地方，但疑慮是非常高的」，也強調是「可能被裝」而不是「現在已經發現」追蹤器。
2019年10月26日，帶領高雄國民黨黨團請求總統蔡英文請假，因時任高雄市長韓國瑜請假投入2020年總統選舉，希望能公平競爭因而有小英總統請請假一說。
2023年6月2日，與同黨高雄市議員李眉蓁等人陪同曾任職高雄市政府女性被害人之先生出面召開記者會，記者會中表示高雄市政府消防局政風室主任在同年3月31日上班午休時突然關門、關電燈對受害女下屬摸胸，當受害者驚慌站起來時，更用下體碰觸她。然而事發後，政風處卻沒有立刻隔離辦公室保護受害女子，雖然消防局有組成性平會，但調查成員卻加入加害者長官好友，導致她事發後兩個月飽受煎熬。據了解，受害者在3月31日遭到性騷擾，4月11日提出性騷擾申請書，消防局在5月8日才召開性騷擾調查會；此外，調查會出現成員不公的問題，消防局直到5月30日才詢問被害人是否要申請迴避。受害者及家屬認為，市府性平會形同虛設，調查公正性受到質疑，因此被害人已在5月30日到警察局刑事告發政風主任，要循司法途徑爭公道。

## 爭議
2022年，陳原本宣佈交棒青年，但因黨中央及地方黨部極力遊說陳麗娜復出參選，黨部事先並未與新人完成溝通協調而導致爭議，陳麗娜遂在登記截止隔日宣佈要以退回政黨推薦書用無黨籍參選高雄市議員，不參與國民黨配票及地方黨部競選活動；但根據《選罷法》超過登記時限，選舉公報仍將其登記為中國國民黨籍，由此引發通過國民黨黨內初選取得提名的新人表示不滿。

## 家庭
丈夫楊敏郎也是前高雄市議員（1998年—2004年）。公公楊振添自1981年起曾任四屆高雄市議員，楊振添曾在議會上稱林少貓是土匪，要求將土匪的靈位從忠烈祠撤出。

## 外部連結
- 陳麗娜的Facebook專頁
- 陳麗娜的Instagram帳戶